# Irenäus Eibl-Eibesfeldt
Irenäus Eibl-Eibesfeldt, född 15 juni 1928 i Wien, död 2 juni 2018 i Starnberg i Bayern, var en österrikisk etolog och en av humanetologins grundare.
Eibl-Eibesfeldt började studera zoologi vid Wiens universitet 1945. 1949 blev han forskarassistent vid institutet Institute for Comparative Behavior Studies i Altenberg nära Wien tillsammans med Konrad Lorenz.
Hans studier i mänskligt beteende inkluderar det i samband med skapandet av mellanmänskliga relationer. Exempelvis har han funnit ut att kvinnor i både Afrika och Nordamerika ägnar sig åt samma typer av flörtande, med förlängda blickar, nonchalant slå bort blicken och le.